# 브레멘 예술대학교
브레멘 예술대학교는 독일에 있으며 미술대학과 음악대학이 합쳐진 예술대학이다. 두 대학이 서로 연계하여 학구적이면서도 예술적인 프로젝트를 구상한다. 크고 웅장한 규모를 자랑한다.

## 규모
약 900여 명의 학생과 65명의 교수, 200명이 넘는 강사로 이루어진 브레멘 국립예술대학교는 독일 내에서 중간 크기의 규모이다.

## 국제성
브레멘은 전통적인 한자 동맹의 도시로 항구와 무역도시로 유명하다. 전체 학생 중에 ⅓이 전 세계에서 온 유학생들이다.

### 음악대학 - 브레멘 중심부에 위치
1991년에 세워진 음대에는 성악, 기악, 음악교육, 종교음악의 전공학과가 있다. 유네스코로부터 문화유산으로 선정된 시청과 Roland상 근처에 위치하고 있다. 1885년에 중, 고등학교로 지워진 건물을 2005년에 현대 양식의 건물을 증축하여 좀 더 현대적으로 리모델링 하였다. 연습실, 세미나실, 도서관, 콘서트 홀, 합창실, 재즈스튜디오 등은 건축미는 물론 우수한 음향효과를 내도록 지어졌다.

### 미술대학 - “예술창고”(Speicher der Künste)에 위치
과거에 세계 각국에서 온 귀중한 수입품들이 저장되었던 곳이 오늘날 젊은 화가, 조각가, 디자이너, 미디어들의 보금자리가 되었다. 부두, 창고가 있던 옛 항구 지역이 바로 오늘날 미대로 바뀐 것이다. 현대화와 리모델링을 통해 창고 건물 중에서도 제일 큰 건물 Speicher XI을 보존, 보수하여 대학건물로 변화 시켰다. 예전에는 커피와 향료의 창고였던 곳이 오늘은 예술의 창고로 변해 아틀리에와 브론즈상 주조 작업실과 도자기 기술, 목세공, 금속가공, 디자인과 의상 디자인을 위한 작업실과 사진, 편집실로도 사용된다. 동시에 예능 프로덕션과 웹 디자이너와, 영화와 관련된 사람들의 중심이 되는 곳이다.

## 설립, 네트워크, 협력
브레멘 예술대학교는 어떤 시점에서의 기술적 수준의 지도와 실지 훈련의 예술적 실기의 활발한 연관성을 구축한다. 설립, 창업, 협력 사업과 다양한 분야의 협동 프로젝트는 지역적, 종교적 그리고 국제적인, 광범위한 문화와 경제의 지역성과 함께 브레멘 예술대학교와 연관된다. 자매결연 대학들과의 집중적인 협력관계와 브레멘의 극장, 박물관, 교향악단 그리고 The Haus der Wissenschaft를 포함한 다른 문화단체시설들은 학생들이 전문적인 실습을 필요로 하는 숙련됨을 배울 수 있도록 명백한 실기 훈련의 교육 프로그램을 제공한다. 그리고 심도있는 예술적이자 학구적인 소개에 의하면 학생들에게 전문가들과의 접촉, 그들의 반응과 의견 그리고 프로젝트 포착 기회와 처리능력 기술 그리고 기업 정신의 실험성과 활동성을 제의한다.

### 문화유산과 창조적인 원동력
브레멘 예술대학교는 브레멘 시내와 운하 쪽에 있다. 두 곳 모두 역사적이고 건축, 문화적으로 의미 있는 곳에 위치한다. 2004년에 UNESCO에서 문화유산으로 지정된 시청, 롤란트상(Roland)과 시청 광장 등을 바로 이웃하는 음대는 유서 깊은 브레멘의 중심부에 있다.

## 수상 경력
브레멘 예술대학교는 많은 수상 경력을 통해 실력과 능력을 인정받았다. 교육은 역사적이며 학문적인 작품들의 이론수업과 자신의 작품을 만드는 실기수업으로 이루어진다.
브레멘 예술대학교가 받은 상들 중에 대표적인 것은 이미 여러 차례 받은 HfK(Hochschule für Künste)의 Hochschulmagazin VIER에서 받은 BCP-Award in Gold, IF Design-Award등이 있으며 2007년 독일음대 콩쿨에서 일등을 차지하였다.